# NGC 4662
NGC 4662 ist eine 12,7 mag helle Balken-Spiralgalaxie vom Hubble-Typ SBbc im Sternbild Jagdhunde am Nordsternhimmel. Sie ist schätzungsweise 314 Millionen Lichtjahre von der Milchstraße entfernt und hat einen Durchmesser von etwa 175.000 Lichtjahren.

Im selben Himmelsareal befinden sich unter anderem die Galaxien IC 3746, IC 3751, IC 3772.
Das Objekt wurde am 17. März 1787 von Wilhelm Herschel mit einem 18,7-Zoll-Spiegelteleskop entdeckt, der sie mit „F, pL, gbM, resolvable“ beschrieb.